# Nadagara hypomerops
Nadagara hypomerops är en fjärilsart som beskrevs av Louis Beethoven Prout 1928. Nadagara hypomerops ingår i släktet Nadagara och familjen mätare. Inga underarter finns listade i Catalogue of Life.